# Gilbertiodendron breynii
Gilbertiodendron breynii är en ärtväxtart som beskrevs av Paul Rodolphe Joseph Bamps. Gilbertiodendron breynii ingår i släktet Gilbertiodendron och familjen ärtväxter. Inga underarter finns listade i Catalogue of Life.